# Trường Hạ sĩ quan Quân lực Việt Nam Cộng hòa
Trường Hạ sĩ quan Quân lực Việt Nam Cộng hòa (tiếng Anh: The School of the Non-commissioned officers of the Vietnam Military Forces, SNCOVNMF), hay Quân trường Đồng Đế (tiếng Anh: Dong De Military School, DDMS) là một trung tâm huấn luyện quân sự của Quân lực Việt Nam Cộng hòa tọa lạc ở Đồng Đế, Nha Trang.
- Bài ca chính thức: Thao trường hành khúc[1].

## Lịch sử hình thành
Cơ sở huấn luyện ở Đồng Đế (Nha Trang) đã tồn tại cơ sở huấn luyện của lính Pháp. Tháng 9 năm 1945, chính quyền tỉnh Khánh Hòa nước Việt Nam Dân chủ Cộng hòa thành lập Trường huấn luyện quân sự Đồng Đế do Hà Văn Lâu làm Hiệu trưởng, Tôn Thất Liên phụ trách hậu cần, Phạm Thám, Lê Thám, Huỳnh Hữu Thái làm giáo viên huấn luyện quân sự. Khi quân Pháp tấn công Khánh Hòa, trường cơ bản ngừng hoạt động.
Năm 1951, thời kỳ Quốc gia Việt Nam (hình thành năm 1948) và Quân đội Quốc gia Việt Nam (hình thành năm 1950). Trường được thành lập tại Vạt Cháy (Bãi Cháy) thuộc Tỉnh Quảng Yên, Bắc Việt. Ban đầu với nhiệm vụ huấn luyện Biệt động đội và lấy tên là Trường Biệt động đội (École de Commando).
Tháng 08 năm 1954, sau ngày đình chiến (Hiệp định Genève 20 tháng 07), trường di chuyển vào Suối Dầu, Nha Trang hợp nhất với trường Huấn luyện Quân sự Địa phương số 04 với nhiệm vụ huấn luyện lớp CC1 và CC2 ngành Bộ binh.
Giữa năm 1955, trường di chuyển về Phú Xương, Đồng Đế, Nha Trang với danh hiệu Trường Biệt động đội Thể dục Đinh Tiên Hoàng.
Đầu năm 1957, Trường chính thức mang tên Trường Hạ sĩ quan Quân đội Việt Nam Cộng hòa (năm 1965 đổi tên là Trường Hạ sĩ quan Quân lực Việt Nam Cộng hòa).
Sau năm 1975, cơ sở này trở thành Trường Quân sự tỉnh Khánh Hòa.

## Học trình
Trong thời gian từ năm 1955 đến năm 1958, trường đảm nhiệm huấn luyện các khóa:
-Biệt động đội
-Thám báo
-Phản Du kích
-Thể dục quân sự
-Quyền thuật và Nhu đạo
-Quân y Dược sĩ
-Liên đoàn Đặc biệt
Nhiệm vụ của trường Hạ sĩ quan từ năm 1959 tới năm 1963 huấn luyện:
-Bốn khóa Sĩ quan Đặc biệt Hiện dịch.
-Các khóa đào tạo Hạ sĩ quan trừ bị.
-Các khóa Hạ sĩ quan Đặc biệt..
Riêng các khóa Hạ sĩ quan trừ bị là mục tiêu đào tạo chính của trường, nên năm nào cũng có ít nhất 4 khóa khai giảng và nhập học, có năm lên tới 7 khóa. Có những năm Tổng cục Quân huấn phải đào tạo tại các Quân trường Quang Trung và Quân trường Lam Sơn.
Kể từ năm 1968, Trường Hạ sĩ quan nhận huấn luyện các khóa sĩ quan trừ bị, phụ lực với Trường Sĩ quan Thủ Đức.
Ngoài ra, trường còn nhận huấn luyện đào tạo các lớp quân sự khác (không những đối với các thí sinh trong nước, mà còn nhận cả những thí sinh từ các nước bạn là Lào và Cao Miên) do Bộ Tổng Tham mưu, Tổng cục Quân huấn giao phó.
Trường Hạ sĩ quan đã liên tục huấn luyện các khoá học như đã kể trên cho đến tháng 4 năm 1975, trường đã đào tạo được khoảng 120.000 Hạ sĩ quan ưu tú, hơn 1.800 Sĩ quan hiện dịch và khoảng 12.000 Sĩ quan trừ bị cùng nhiều khóa huấn luyện quân sự cho Học viện Quốc gia Hành chánh.
Cùng với năm cơ sở đào tạo Sĩ quan, Hạ sĩ quan cho Quân lực Việt Nam Cộng hoà là Võ bị Quốc gia, Đại học Chiến tranh Chính trị ở Đà Lạt, Trường Sĩ quan Trừ bị Thủ Đức ở Gia Định, Trung tâm Huấn luyện Hải quân và Trung tâm Huấn luyện Không quân ở Nha Trang. Trường Hạ sĩ quan Đồng Đế đã làm tròn trách nhiệm của mình cho đến đầu tháng 04/1975 di tản khỏi Nha Trang và sau đó giải tán.

## Chỉ huy trưởng qua các thời kỳ
| Stt | Họ và tên                                                            | Cấp bậc     | Tại chức          | Chú thích                                                                                            |
| --- | -------------------------------------------------------------------- | ----------- | ----------------- | --- |
| 1   | Lê Cầm                                                               | Thiếu tá    | 1955-1956         | Chỉ huy trưởng đầu tiên. Tiếp thu Quân trường từ Quân đội Pháp. Sau giải ngũ ở cấp Trung tá          |
| 2   | Trần Vĩnh Đắc                                                        | Đại tá      | 1956-1957         | Sau biệt phái sang làm Tổng giám đốc Cảnh sát Quốc gia                                               |
| 3   | Nguyễn Thế Như Võ bị Liên quân Viễn Đông Đà Lạt K1                   | Đại tá      | 1957-1959         | Giải ngũ cùng cấp                                                                                    |
| 4   | Đoàn Văn Quảng Võ bị Lục quân Pháp                                   | Trung tá    | 1959              | Sau là Thiếu tướng Tham mưu phó tại Bộ Tổng tham mưu                                                 |
| 5   | Đặng Văn Sơn Trường Hạ sĩ quan Pháp                                  | Đại tá      | 1959-1961         | Giải ngũ ở cấp Đại tá                                                                                |
| 6   | Đỗ Cao Trí Sĩ quan Nước Ngọt Vũng Tàu (Võ bị Liên quân Viễn Đông K2) | Đại tá      | 1961-1962         | Năm 1971, tử nạn trực thăng khi đang là Trung tướng Tư lệnh Quân đoàn III. Được truy thăng Đại tướng |
| 7   | Nguyễn Văn Kiểm Võ bị Liên quân Viễn Đông Đà Lạt K1                  | Đại tá      | 1962-1964         | Năm 1969, tử thương ở cấp Thiếu tướng do đặc công địch đánh bom sát hại                              |
| 8   | Nguyễn Vĩnh Xuân Sĩ quan Thủ Đức K1                                  | Trung tá    | Đầu năm 1964      | Giải ngũ ở cấp Đại tá                                                                                |
| 9   | Nguyễn Văn Là Võ bị Tông Sơn Tây                                     | Thiếu tướng | 1964-1966         | Giải ngũ năm 1974 ở cấp Trung tướng                                                                  |
| 10  | Lâm Quang Thơ Võ bị Đà Lạt K3                                        | Đại tá      | 1966-1967         | Chỉ huy trưởng sau cùng Trường Võ bị Quốc gia Việt Nam ở cấp Thiếu tướng                             |
| 11  | Phạm Văn Liễu Võ bị Lục quân Chapa, Yên bái (Trần Quốc Tuấn)         | Đại tá      | 1966-1967         | Nguyên Tổng giám đốc Cảnh sát Quốc gia. Sau giải ngũ cùng cấp                                        |
| 12  | Lê Văn Nhật Võ bị Địa phương Trung Việt Huế K1                       | Đại tá      | 1967-1969         | Giải ngũ cùng cấp                                                                                    |
| 13  | Linh Quang Viên Võ bị Tông Sơn Tây                                   | Trung tướng | 1969-1972         | Giải ngũ năm 1973, được cử đi làm Đại sứ Việt Nam Cộng hòa tại Cộng hòa Trung Phi và Cộng hòa Tchad  |
| 14  | Võ Văn Cảnh Võ bị Địa phương Trung Việt (Trường Sĩ quan Đập Đá, Huế) | Chuẩn tướng | 1972-1973         | Sau là Thiếu tướng                                                                                   |
| 15  | Dư Quốc Đống Võ bị Đà Lạt K5                                         | Trung tướng | 1973-1974         | Sau phục vụ tại Bộ Tổng tham mưu                                                                     |
| 16  | Phạm Quốc Thuần Võ bị Đà Lạt K5                                      | Trung tướng | 1974-tháng 4/1975 | Chỉ huy trưởng cuối cùng                                                                             |